# Ianis Stoica
Ianis Stoica, né le 8 décembre 2002 à Bucarest en Roumanie, est un footballeur roumain qui évolue au poste d'attaquant au CF Estrela.

## Biographie

### En club
Né à Bucarest en Roumanie, Ianis Stoica est formé au Petrolul Ploiești mais en raison de la faillite du club il rejoint l'Allemagne et le centre de formation du SC Fribourg avant de retourner dans son pays natal pour intégrer le FCSB. Il commence sa carrière professionnelle avec ce club, jouant son premier match le 25 octobre 2017, lors d'une rencontre de coupe de Roumanie, face au CS Sănătatea Servicii Publice Cluj (en). Il entre en jeu à la place de Cătălin Golofca (en) et participe à la large victoire de son équipe par six buts à un en inscrivant également son premier but en professionnel. Cette apparition, à l'âge de 14 ans, fait de lui le plus jeune joueur de l'histoire du FCSB, et le plus jeune à marquer un but pour le club. Il devient également le plus jeune buteur d'Europe à cette occasion.
En juillet 2019, Ianis Stoica est prêté au Petrolul Ploiești, son club formateur.
Le 17 février 2020 il est prêté jusqu'à la fin de la saison au FC Metaloglobus București (en).

### En sélection
Ianis Stoica représente l'équipe de Roumanie des moins de 17 ans de 2018 à 2019 pour un total de quatre buts en neuf apparitions.
Le 7 septembre 2021, Ianis Stoica joue son premier match avec l'équipe de Roumanie espoirs, contre la Géorgie. Titularisé, il marque son premier but avec les espoirs en ouvrant le score, mais les deux équipes se neutralisent ce jour-là (1-1 score final).

## Vie privée
Ianis Stoica est le fils de l'arrière gauche international roumain, Pompiliu Stoica.